# Ferbasa
A Companhia de Ferro Ligas da Bahia – FERBASA é uma empresa de mineração e metalurgia brasileira, atuando na produção de ferroligas. Também atua com recursos florestais e energia renovável. 

## Histórico
A companhia foi fundada pelo engenheiro José Corgosinho de Carvalho e iniciou as operações em 1961, na mina de cromita de Coitezeiro, em Campo Formoso, na Bahia.
Em 1963, passou a produzir ligas de cromo, inaugurando uma Planta Metalúrgica no município de Pojuca (BA).
Em 1973, passou a atuar na extração de cromita na mina de Ipueira, em Andorinha, na Bahia.
Em 1986, a fábrica de Pojuca também passou a produzir ligas de silício.

## Operações
As minas de cromita da Ferbasa estão localizadas no Centro-Norte da Bahia, no distrito Cromitífero do Vale do Jacurici, formado por 15 minas, sendo a de Ipueira a principal; e no  distrito Cromitífero de Campo Formoso, na Serra da Jacobina, composto por 9 minas, sendo a de Coitezeiro a principal. Cerca de 95% das minas de cromita do país são da Ferbasa.
A empresa é líder nacional na produção de ferro-ligas, realizada no parque industrial de Pojuca, constituído de 14 fornos. Entre os produtos de metalurgia da Ferbasa estãoː o ferrocromo alto carbono (FeCr AC), o ferrocromo baixo carbono (FeCr BC), ferrosilício cromo (FeSiCr), ferrossilício 75 (FeSi 75), ferrossilício alta pureza (FeSi HP) e a microsílica.
A Ferbasa também atua no cultivo de florestas de eucalipto na Bahia, para produzir o biorredutor utilizado como insumo na produção de ferroligas. 
A companhia é proprietária do parque eólico BW Guirapa (170,2 MW), para fornecimento de energia para suas atividades. A empresa é a única produtora integrada de ferrocromo do continente americano.